# Mirie it is while sumer ilast

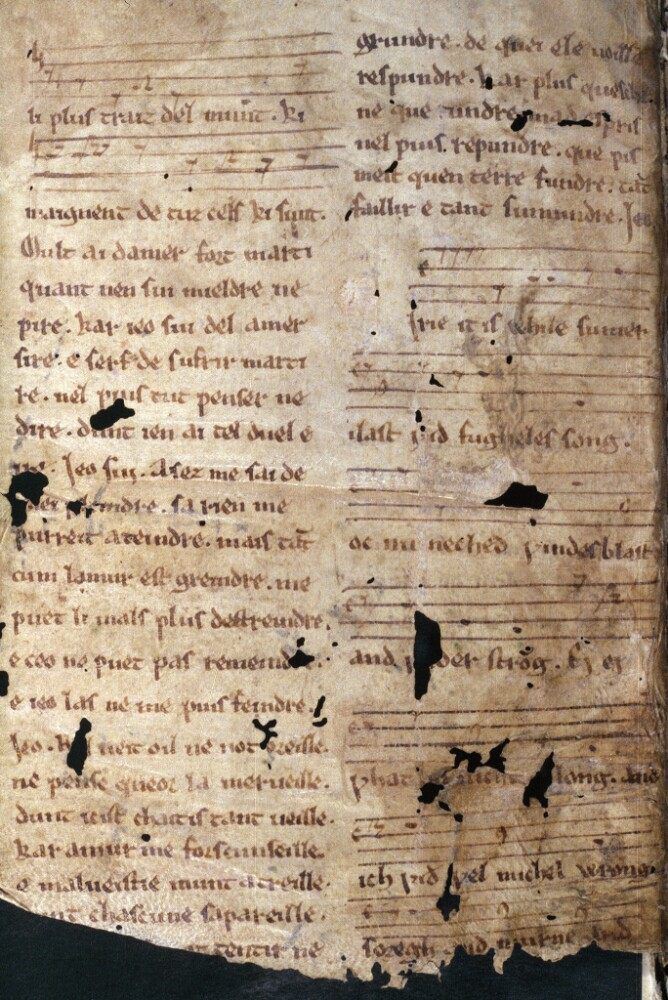
Manuskrypt z utworem „Mirie it is while sumer ilast” (prawa kolumna).

„Mirie it is while sumer ilast” (śrang. „Przyjemnie jest gdy lato trwa”, znana także pod krótszym tytułem „Mirie it is”) – średniowieczna angielska piosenka ludowa z XIII wieku. Jest jedną z najstarszych piosenek zachowanych w języku angielskim i jedną z niewielu średniowiecznych o charakterze nieliturgicznym. Jej autor jest nieznany. Została odnaleziona w drugiej połowie XIX wieku w psałterzu w Bibliotece Bodlejańskiej. Odkrycie upubliczniono w 1901. Frank Llewellyn Harrison jest autorem jej współczesnej aranżacji. 
Utwór traktuje o tęsknocie za latem w obliczu nadchodzącej zimy. Tekst i melodia znane są tylko częściowo z jednego, niekompletnego manuskryptu i nie jest jasne, czy piosenka zawierała kolejne wersy czy strofy. Współczesna aranżacja została spopularyzowana dzięki ścieżce dźwiękowej brytyjskiego horroru Kult z 1973.

## Tekst
| Oryginalny tekst średnioangielski | Transkrypcja | Wymowa (MAF) | Współczesny angielski | Polski |
| --- | --- | --- | --- | --- |
| [M]Irie it iſ while ſumer ilaſt ƿið fugheles ſong. oc nu necheð ƿindeſblaſt and ƿ[ed]er ſtrong. Ey ey ƿhat þiſ nicht [iſ] long. And ich ƿið ƿel michel wrong ſoregh and murne and [faſt.] | [M]Irie it is while sumer ilast with fugheles song. oc nu necheth windes blast and w[ed]er strong. Ey ey what this nicht [is] long. And ich with wel michel wrong soregh and murne and [fast.] | mɪr̩iɛ ɪt ɪs hwiːlɛ sumɛr̩ ɪlast wɪð fuːxɛlɛs sɔŋg ɔk nu nɛçɛθ wɪndɛs blast and wɛder̩ str̩ɔŋɡ ɛi ɛi hwat ðɪs nɪçt ɪs lɔŋg and ɪç wɪð wɛl mɪçel wr̩ɔŋg sɔr̩ɛx and mur̩nɛ and fast | Merry it is while summer lasts with birds' song. But now nears wind's blast and weather strong. Ah, ah, how this night is long. And I, with much wrong, Sorrow and mourn and fast. | Przyjemnie jest gdy lato trwa z ptasią pieśnią Ale już nadchodzą wietrzne podmuchy i burzowa pogoda. Hej, hej, ależ długa jest ta noc. A ja, w wielkiej niesprawiedliwości smucę się, i lamentuję, i poszczę |